# Михайловка (Щучанський район)
Миха́йловка (рос. Михайловка) — присілок у складі Щучанського району Курганської області, Росія. Входить до складу Пуктиської сільської ради.
Населення — 136 осіб (2010, 230 у 2002).
Національний склад станом на 2002 рік: росіяни — 87 %, також башкири та українці.